# Frans de Munck
Frans de Munck (Goes, 20 d'agost de 1922 - Arnhem, 24 de desembre de 2010) fou un futbolista neerlandès de la dècada de 1950 i entrenador.
Pel que fa a clubs, va destacar a 1. FC Köln, Fortuna '54, DOS Utrecht, Veendam, Cambuur Leeuwarden i Vitesse Arnhem. Fou internacional amb Holanda entre 1949 i 1960.